# Diederick Schelfhout
Diederick Schelfhout (* 26. Dezember 1985 in Aalst) ist ein belgischer Radsportler, der auf Bahn und Straße aktiv ist. Er startet in der Paracycling-Klasse C3.

## Der Unfall
Schon als Jugendlicher träumte Diederick Schelfhout davon, Profi-Radrennfahrer zu werden. Im Alter von 22 Jahren erlitt er einen Motorradunfall, bei dem das Motorrad sowie ein Auto, auf das er prallte, explodierten. Er erlitt Verbrennungen dritten und vierten Grades sowie zahlreiche Knochenbrüche. Anschließend lag er zehn Wochen im Koma und sechs Wochen in einem Spezialzentrum für Brandverletzungen. Innerhalb von anderthalb Jahren wurde er 62-mal operiert.

## Sportliche Laufbahn
Schon bald begann Schelfhout mit dem Training auf dem Handbike, um die Beweglichkeit seiner Arme zu verbessern. Als er in der Zeitung von dem Belgier Kris Bosmans las, der 2011 Paracycling-Weltmeister auf der Straße geworden war, beschloss er, selbst aktiv zu werden. Um dieses Ziel zu erreichen, nahm er innerhalb von vier Monaten 40 Kilogramm ab und begann mit dem intensiven Training.
Seit Februar 2012 fährt Diederick Schelfhout Radrennen. 2013 belegte er bei den UCI-Paracycling-Straßenweltmeisterschaften Platz elf im Einzelzeitfahren und fünf im Straßenrennen, zudem wurde er belgischer Meister. Bei den UCI-Paracycling-Bahnweltmeisterschaften 2014 in Aguascalientes errang er eine Bronzemedaille in der Einerverfolgung. Im Jahr darauf, bei den UCI-Paracycling-Bahnweltmeisterschaften 2015 in Apeldoorn gewann er die Silbermedaille im Zeitfahren.
2016 startete Schelfhout bei den Paralympics in Rio de Janeiro und belegte Rang neun in der Einerverfolgung und Rang zwölf im Zeitfahren auf der Bahn sowie Rang zwölf im Zeitfahren auf der Straße. Im Straßenrennen stürzte er und konnte es nicht beenden.
Bei den Bahnweltmeisterschaften 2017 in Los Angeles im Jahr darauf errang er die Bronzemedaille im Zeitfahren, Bahnweltmeisterschaften 2018 holte er jeweils Silber im Zeitfahren und in der Einerverfolgung. 2019 errang er bei den Bahnweltmeisterschaften Bronze in Zeitfahren und Verfolgung. 2021 startete Schelfhout bei den Paralympics in Tokio in vier Disziplinen: Auf der Bahn wurde er Fünfter in der Einerverfolgung und Siebter im Zeitfahren, Achter im Straßenrennen und Zwölfter im Einzelzeitfahren.